# 沃多拉加
49°2′16″N 36°16′57″E / 49.03778°N 36.28250°E
沃多拉哈（烏克蘭語：Водолага）是位於烏克蘭東部的村莊，由哈爾科夫州洛佐瓦區的洛佐瓦市鎮負責管轄。該村始建於1917年，面積0.55平方公里，海拔高度154米，2001年人口176。